# Chingy

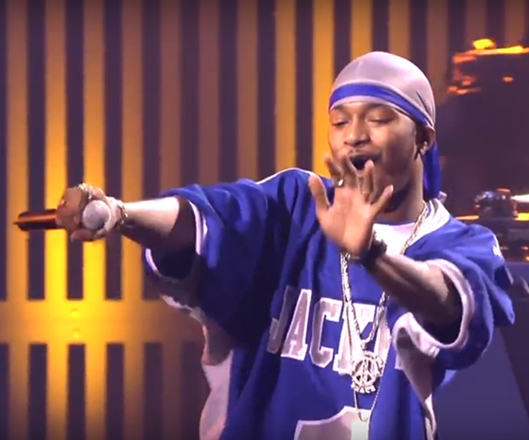
Chingy (2004)

Chingy (* 9. März 1980 in St. Louis, Missouri, eigentlich Howard Bailey Junior) ist ein US-amerikanischer Rapper.

## Anfänge
Chingy wurde am 9. März 1980 in St. Louis geboren. Er wuchs in einem der nördlichen Stadtteile auf und begann bereits mit acht Jahren zu rappen. Es gelang ihm seine Leidenschaft zur Musik und die Schule zu kombinieren, so dass er 1998 die High School mit einem guten Abschlusszeugnis beendete.
Bald darauf fing er an, sich mehr und mehr der Musik zu widmen und nahm mit seinen Kumpels von den Git It Boyz eine Single auf, die große Berühmtheit in St. Louis erreichte. Schon kurz nach dem Erscheinen der Single wurde Chingy von dem in St. Louis beheimaten Label Fo Reel Entertainment entdeckt, die bereits den Rapper Nelly groß rausgebracht hatten. Aber dem jungen Musiker passte die Einstellung des Labels nicht, weshalb er dieses bald wieder verließ, um sich auf die Suche nach einem besseren Label zu machen.

## Karriere
2003 schaffte Chingy den großen Durchbruch, als er von dem Label „Disturbing Tha Peace“, das der Rapstar Ludacris aufgebaut hatte, unter Vertrag genommen wurde. Kurz nach dem Unterschreiben des Vertrages kam seine erste Single „Right Thurr“ auf den Markt und wurde ein großer Erfolg. Weitere Singles des ersten Albums „Jackpot“, das sich weltweit über 3 Millionen Mal verkaufte, schafften es ebenfalls in die amerikanischen Top Ten. Doch das Blatt wendete sich schnell, als Ludacris und Chingy darüber in Streit gerieten, wer das Musiklabel repräsentieren sollte.
Nur ein Jahr nachdem sein Album erschienen war, verließ Chingy Disturbing Tha Peace und gründete seine eigene Plattenfirma namens Slot-A-Lot Records, die bei Columbia Records als Unterlabel lief.
2004 veröffentlichte der Rapstar sein nächstes Album „Powerballin’“, allerdings mit deutlich weniger Erfolg als sein Debütalbum.
Doch Chingy ließ sich nicht unterkriegen und holte sich 2006 den Produzenten Jermaine Dupri mit ins Boot, der auch Hits für Stars wie Bow Wow und Janet Jackson produziert hatte.
Die erste Single des neuen Albums lautete „Pullin' Me Back“, bei der Chingy mit dem Sänger und Schauspieler Tyrese Gibson zusammenarbeitete. Das Album „Hoodstar“ aus dem Jahr 2006 hat sich bis heute über 300.000 Mal verkauft. Die ebenfalls 2006 veröffentlichte Single „Dem Jeans“ wurde wieder unter Mitarbeit von Jermaine Dupri erstellt.
Chingys viertes Album folgte 2007, doch nachdem alle Alben zuvor die Top 10 der US-Albumcharts erreicht hatten, enttäuschte „Hate It Or Love It“ mit Platz 84. Auch die Singleauskopplung „Fly Like Me“ zusammen mit Amerie erreichte nur hintere Chartränge. International stieß das Album kaum auf Resonanz.

## Diskografie

### Studioalben
| Jahr | Titel              | Höchstplatzierung, Gesamtwochen, AuszeichnungChartplatzierungen (Jahr, Titel, Platzierungen, Wochen, Auszeichnungen, Anmerkungen) | Höchstplatzierung, Gesamtwochen, AuszeichnungChartplatzierungen (Jahr, Titel, Platzierungen, Wochen, Auszeichnungen, Anmerkungen) | Höchstplatzierung, Gesamtwochen, AuszeichnungChartplatzierungen (Jahr, Titel, Platzierungen, Wochen, Auszeichnungen, Anmerkungen) | Höchstplatzierung, Gesamtwochen, AuszeichnungChartplatzierungen (Jahr, Titel, Platzierungen, Wochen, Auszeichnungen, Anmerkungen) | Anmerkungen                                                   |
| Jahr | Titel              | DE | CH | UK | US | Anmerkungen                                                   |
| ---- | ------------------ | --- | --- | --- | --- | ------------------------------------------------------------- |
| 2003 | Jackpot            | DE42 (3 Wo.)DE | CH36 (3 Wo.)CH | UK73 Silber · (5 Wo.)UK | US2 ×2Doppelplatin · (56 Wo.)US                                                                                                   | Erstveröffentlichung: 15. Juli 2003 Verkäufe: + 2.075.000     |
| 2004 | Powerballin’       | — | CH83 (1 Wo.)CH | — | US10 Platin · (16 Wo.)US | Erstveröffentlichung: 16. November 2004 Verkäufe: + 1.000.000 |
| 2006 | Hoodstar           | — | — | — | US9 Gold · (14 Wo.)US | Erstveröffentlichung: 19. September 2006 Verkäufe: + 500.000  |
| 2007 | Hate It or Love It | — | — | — | US84 (5 Wo.)US | Erstveröffentlichung: 18. Dezember 2007                       |
| 2023 | Chinglish          | — | — | — | — | Erstveröffentlichung: 23. Juni 2023                           |

### EPs
- 2005: Pick 3 (mit Mysphit und MGD)
- 2013: Chingology (9 Year Theory)
- 2023: Chinglish

### Mixtapes
- 2009: Global Warming (mit DJ Woogie)
- 2009: Fresh Thug Vol.1 (mit DJ Noize)
- 2009: 1st Quarter
- 2009: Stars & Straps Reloaded Vol. 1 (mit Kevin Hart und DJ Noize)
- 2009: The Mixtape
- 2010: Success & Failure
- 2012: Jackpot Back (mit DJ Noize)
- 2012: Chances Make Champions (mit DJ Noize)
- 2014: FullDekk Fullosiphy (mit DJ Noize)
- 2016: The Purge (mit M.C und DJ Noize)

### Singles
| Jahr | Titel Album                      | Höchstplatzierung, Gesamtwochen, AuszeichnungChartplatzierungen (Jahr, Titel, Album, Platzierungen, Wochen, Auszeichnungen, Anmerkungen) | Höchstplatzierung, Gesamtwochen, AuszeichnungChartplatzierungen (Jahr, Titel, Album, Platzierungen, Wochen, Auszeichnungen, Anmerkungen) | Höchstplatzierung, Gesamtwochen, AuszeichnungChartplatzierungen (Jahr, Titel, Album, Platzierungen, Wochen, Auszeichnungen, Anmerkungen) | Höchstplatzierung, Gesamtwochen, AuszeichnungChartplatzierungen (Jahr, Titel, Album, Platzierungen, Wochen, Auszeichnungen, Anmerkungen) | Anmerkungen                                                  |
| Jahr | Titel Album                      | DE | CH | UK | US | Anmerkungen                                                  |
| ---- | -------------------------------- | --- | --- | --- | --- | ------------------------------------------------------------ |
| 2003 | Right Thurr Jackpot              | DE42 (9 Wo.)DE | CH25 (12 Wo.)CH | UK17 (5 Wo.)UK | US2 (33 Wo.)US | Verkäufe: + 45.000                                           |
| 2003 | Holidae In Jackpot               | DE56 (6 Wo.)DE | CH43 (4 Wo.)CH | UK35 (3 Wo.)UK | US3 Gold · (21 Wo.)US | feat. Ludacris und Snoop Dogg Verkäufe: + 535.000            |
| 2004 | One Call Away Jackpot            | DE88 (2 Wo.)DE | CH46 (4 Wo.)CH | UK26 (4 Wo.)UK | US2 Gold · (20 Wo.)US | feat. Jason Weaver Verkäufe: + 600.000                       |
| 2004 | I Like That It’s Already Written | DE18 (14 Wo.)DE | CH5 (19 Wo.)CH | UK11 (6 Wo.)UK | US11 Gold · (20 Wo.)US | Houston feat. Chingy, Nate Dogg und I-20 Verkäufe: + 535.000 |
| 2004 | Balla Baby Powerballin’          | DE87 (2 Wo.)DE | CH30 (6 Wo.)CH | UK34 (3 Wo.)UK | US20 Gold · (18 Wo.)US | Verkäufe: + 500.000                                          |
| 2006 | Pullin’ Me Back Hoodstar         | — | — | UK44 (5 Wo.)UK | US9 (20 Wo.)US | feat. Tyrese                                                 |
| 2006 | Dem Jeans Hoodstar               | — | — | UK85 (1 Wo.)UK | US59 (9 Wo.)US | feat. Jermaine Dupri                                         |
| 2007 | Fly Like Me Hate It or Love It   | — | — | — | US89 (2 Wo.)US | feat. Amerie                                                 |

Weitere Singles
- 2005: Don’t Worry (feat. Janet Jackson)
- 2007: Let’s Ride (feat. Fatman Scoop)
- 2008: Gimme Dat (feat. Ludacris und Bobby Valentino)
- 2010: Down Thru Durr
- 2011: Paperman
- 2012: Let It Go
- 2015: Where U Been (feat. Vega Heartbreak)

### Gastbeiträge
- 2003: Shorty (Busta Rhymes feat. Fat Joe, Chingy und Nick Cannon)
- 2003: Can’t Stop, Won’t Stop (Remix) (Young Gunz feat. Chingy)
- 2004: Fightin’ in the Club (I-20 feat. Lil Fate, Tity Boi und Chingy)
- 2007: Celebrity Chick (Disturbing tha Peace feat. Chingy, Ludacris, Small World und Steph Jones)
- 2008: Remember (Bobby Valentino feat. Chingy)

## Auszeichnungen für Musikverkäufe
| Goldene Schallplatte - Australien - 2003: für die Single Right Thurr - 2004: für das Album Jackpot - 2004: für die Single I Like That - 2004: für die Single Holidae In - Kanada - 2003: für das Album Jackpot - 2004: für die Single Right Thurr - Neuseeland - 2003: für die Single Right Thurr | Platin-Schallplatte - Australien - 2004: für die Single One Call Away - Neuseeland - 2023: für das Album Jackpot - 2023: für die Single One Call Away |

Anmerkung: Auszeichnungen in Ländern aus den Charttabellen bzw. Chartboxen sind in ebendiesen zu finden.
| Land/RegionAuszeichnungen für Musikverkäufe (Land/Region, Auszeichnungen, Verkäufe, Quellen) | Silber  | Gold       | Platin     | Verkäufe  | Quellen                           |
| -------------------------------------------------------------------------------------------- | ------- | ---------- | ---------- | --------- | --------------------------------- |
| Australien (ARIA)                                                                            | —       | 4× Gold4   | Platin1    | 210.000   | aria.com.au                       |
| Kanada (MC)                                                                                  | —       | 2× Gold2   | —          | 55.000    | musiccanada.com                   |
| Neuseeland (RMNZ)                                                                            | —       | Gold1      | 2× Platin2 | 50.000    | aotearoamusiccharts.co.nz NZ2 NZ3 |
| Vereinigte Staaten (RIAA)                                                                    | —       | 5× Gold5   | 3× Platin3 | 5.500.000 | riaa.com                          |
| Vereinigtes Königreich (BPI)                                                                 | Silber1 | —          | —          | 60.000    | bpi.co.uk                         |
| Insgesamt                                                                                    | Silber1 | 12× Gold12 | 6× Platin6 |           |                                   |

## Filmografie
- 2005: One on One (US-amerikanische Fernsehshow)
- 2006: The System Within (Filmdrama)
- 2006: Scary Movie 4 (Horror-Parodie/Horror-Komödie)